# Ägyptischer Fußball-Supercup
Der Ägyptische Fußball-Supercup ist ein ägyptischer Fußballwettbewerb, in dem eine Woche vor Beginn der neuen Saison der ägyptische Meister und der ägyptische Pokalsieger der abgelaufenen Saison in einem einzigen Spiel aufeinandertreffen. Sollte eine Mannschaft das Double gewonnen haben, so spielte diese gegen den Vize-Meister. Die Erstaustragung war im Jahr 2001.

## Ergebnisse
| Jahr | Sieger                                               |                                                      | Finalist                                             | Ergebnis                                             |
| ---- | ---------------------------------------------------- | ---------------------------------------------------- | ---------------------------------------------------- | ---------------------------------------------------- |
| 2001 | al Zamalek SC                                        | –                                                    | Ghazl El-Mehalla                                     | 2:1 n. V.                                            |
| 2002 | al Zamalek SC                                        | –                                                    | al Mokawloon Al Arab                                 | 1:0 n. V.                                            |
| 2003 | al Ahly Kairo                                        | –                                                    | al Zamalek SC                                        | 0:0 n. V. (3:1 i. E.)                                |
| 2004 | al Mokawloon Al Arab                                 | –                                                    | al Zamalek SC                                        | 4:2                                                  |
| 2005 | al Ahly Kairo                                        | –                                                    | ENPPI Club                                           | 1:0 n. V.                                            |
| 2006 | al Ahly Kairo                                        | –                                                    | ENPPI Club                                           | 1:0                                                  |
| 2007 | al Ahly Kairo                                        | –                                                    | Ismaily SC                                           | 1:1 (4:2 i. E.)                                      |
| 2008 | al Ahly Kairo                                        | –                                                    | al Zamalek SC                                        | 2:0                                                  |
| 2009 | Haras El-Hodood Club                                 | –                                                    | al Ahly Kairo                                        | 2:0                                                  |
| 2010 | al Ahly Kairo                                        | –                                                    | Haras El-Hodood Club                                 | 1:0                                                  |
| 2011 | Wegen der Stadion-Katastrophe von Port Said abgesagt | Wegen der Stadion-Katastrophe von Port Said abgesagt | Wegen der Stadion-Katastrophe von Port Said abgesagt | Wegen der Stadion-Katastrophe von Port Said abgesagt |
| 2012 | al Ahly Kairo                                        | –                                                    | ENPPI Club                                           | 2:1                                                  |
| 2013 | keine Austragung                                     | keine Austragung                                     | keine Austragung                                     | keine Austragung                                     |
| 2014 | al Ahly Kairo                                        | –                                                    | al Zamalek SC                                        | 0:0 (5:4 i. E.)                                      |
| 2015 | al Ahly Kairo                                        | –                                                    | al Zamalek SC                                        | 3:2                                                  |
| 2016 | al Zamalek SC                                        | –                                                    | al Ahly Kairo                                        | 0:0 (3:1 i. E.)                                      |
| 2017 | al Ahly Kairo                                        | –                                                    | al-Masry                                             | 1:0                                                  |
| 2018 | al Ahly Kairo                                        | –                                                    | al Zamalek SC                                        | 3:2                                                  |
| 2019 | al Zamalek SC                                        | –                                                    | al Ahly Kairo                                        | 0:0 (4:3 n.E)                                        |
| 2020 | Tala’ea El-Gaish SC                                  | –                                                    | al Ahly Kairo                                        | 0:0 (3:2 n.E)                                        |
| 2021 | al Ahly Kairo                                        | –                                                    | al Zamalek SC                                        | 2:0                                                  |
| 2022 | al Ahly Kairo                                        | –                                                    | Pyramids FC                                          | 1:0                                                  |
| 2023 | al Ahly Kairo                                        | –                                                    | Future FC                                            | 4:2                                                  |
| 2024 | al Ahly Kairo                                        | –                                                    | al Zamalek SC                                        | 0:0 (7:6 n.E)                                        |

## Rangliste
| Rang | Verein               | Sieger | Finalist | Teilnahme 1 |
| ---- | -------------------- | ------ | -------- | --- |
| 1    | al Ahly Kairo        | 15     | 4        | 2003, 2005, 2006, 2007, 2008, 2009, 2010, 2012, 2014, 2015, 2016, 2017, 2018, 2019, 2020, 2021, 2022, 2023, 2024 |
| 2    | al Zamalek SC        | 4      | 7        | 2001, 2002, 2003, 2004, 2008, 2014, 2015, 2016, 2019, 2021, 2024                                                 |
| 3    | al Mokawloon Al Arab | 1      | 1        | 2002, 2004 |
| 3    | Haras El-Hodood Club | 1      | 1        | 2009, 2010 |
| 3    | Tala’ea El-Gaish SC  | 1      | 0        | 2020 |
| 6    | ENPPI Club           | 0      | 3        | 2005, 2006, 2012                                                                                                 |
| 7    | Ghazl El-Mehalla     | 0      | 1        | 2001 |
| 7    | Ismaily SC           | 0      | 1        | 2007 |
| 7    | al-Masry             | 0      | 1        | 2017 |
| 7    | Pyramids FC          | 0      | 1        | 2022 |
| 7    | Future FC            | 0      | 1        | 2023 |